# Kafr Haya
Kafr Haya (tiếng Ả Rập: كفر حايا) là một ngôi làng Syria nằm ở Ihsim Nahiyah ở huyện Ariha, Idlib. Theo Cục Thống kê Trung ương Syria (CBS), Kafr Haya có dân số 916 trong cuộc điều tra dân số năm 2004.